# Arctosa stigmosa
Arctosa stigmosa är en spindelart som först beskrevs av Tord Tamerlan Teodor Thorell 1875.  Arctosa stigmosa ingår i släktet Arctosa och familjen vargspindlar. Inga underarter finns listade i Catalogue of Life.